# 牙鰈
牙鰈（學名：Paralichthodes algoensis）是鰈形目鰈亞目牙鰈科牙鰈屬的唯一一种物種，是一種
亞熱帶海水魚，分布於西印度洋與東南大西洋的莫桑比克及南非，海域棲息深度1-100公尺，體長可達50公分。棲息在底層水域的沙泥底質，生活習性不明，可做為食用魚。

## 外部連結
維基物種上的相關：牙鰈